# Алаль, Корин
Корин Алаль (ивр. קורין אלאל‎; 15 марта 1955, Тунис — 11 декабря 2024) — израильский музыкант, певица, поэтесса, композитор и музыкальный продюсер.

## Биография
Родилась 15 марта 1955 года в Тунисе.
В возрасте 10 лет переехала в Израиль.
Пела в оркестре Южного военного округа ЦАХАЛ вместе с певицей Иегудит Равиц.
С 1979 года сочиняла музыку, писала песни, пела и играла на гитаре. Написала музыку для песен «У меня нет другой страны» (אין לי ארץ אחרת‎) на слова Эхуда Манора, «Антарктида» (אנטארקטיקה‎) на слова Ханны Гольдберг, «Редкие виды» (זן נדיר‎) и «Маленькая усатая страна» (ארץ קטנה עם שפם‎) на слова Меира Гольдберга, «Шир Бахиф» (שיר בכיף‎).
Вместе с Иегудит Равиц пела на бэк-вокале записи песни «Атур мицхех» («Твой лоб увенчан», слова Авраама Хальфи, музыка Йони Рехтера, 1977) Арика Айнштейна.
Работала с Шаломом Ханохом, Цвикой Пиком, Шмуликом Краусом, Мики Гавриэловым, Гали Атари и другими музыкантами.
Умерла после борьбы с раком поджелудочной железы 11 декабря 2024 года в возрасте 69 лет.

## Личная жизнь
В 2001 году совершила каминг-аут. В 2014 году поженилась с Рути Алаль (род. 1966). У пары двое сыновей.